# Donington School FC
Der Donington School FC (offiziell: Donington Grammar School Football Club) war ein englischer Fußballverein, der die Donington Grammar School (heute: Cowley Academy) repräsentierte und aus der in der Grafschaft Lincolnshire liegenden Gemeinde Donington stammte. Er gehörte zu den 15 ersten Teilnehmern im FA Cup, die für die Erstaustragung in der Saison 1871/72 meldeten.

## Vereinsgeschichte

### Geschichte des historischen Donington School FC
Der Verein repräsentierte die Donington Grammar School, die heute als Cowley Academy bekannt ist. Als Gründungszeitpunkt wird Mai 1870 angegeben, wenngleich man sich bereits zwei Jahre zuvor dem englischen Fußballverband angeschlossen hatte. Der Klub meldete sich offiziell in der Saison 1871/72 zur Erstauflage des nationalen Pokalwettbewerbs FA Cup an, ursprünglich mit der einfachen Motivation zur körperlichen Ertüchtigung seiner Schüler. In dem Wettbewerb wurde der renommierte schottische FC Queen’s Park den Donington-Schützlingen in der ersten Runde zugelost, aber die Kontrahenten konnten sich auf keinen Termin einigen. Dennoch wurde beiden Mannschaften das Weiterkommen in die zweite Runde erlaubt. Der Zufall wollte es, dass die beiden erneut einander zugelost wurden und nun war es allein die Donington School, die sich aus dem Turnier zurückzog, da sie die Reisekosten in Höhe von zwei Pfund pro Schüler nach Schottland nicht zu zahlen bereit war.
Der Klub blieb noch bis 1882 Mitglied der Football Association, meldete sich bis dahin jedoch kein weiteres Mal mehr für den englischen Pokalwettbewerb an. Aufgrund seiner geographisch etwas abgelegenen Lage und der Eigenschaft als Schülermannschaft konnte sich nur selten eine Seniorenmannschaft mit angemessenen Kontrahenten duellieren. In der Saison 1874/75 beispielsweise bestritt das Team nur drei Partien, erzielte dabei vier Treffer und kassierte kein Gegentor. Gespielt wurde in der Regel auf Schulgelände, knapp zehn Kilometer von der alten Bahnhofshaltestelle in Surfleet entfernt. Die Trikotfarben waren zunächst in weiß gehalten, bevor man sich ab 1874 auf schlarlachrot-schwarze Streifen mit schwarzen Shorts festlegte. Bis zum Zweiten Weltkrieg identifizierte sich die Schule weitgehend mit diesem Design. Zuletzt bis zur Auflösung im Jahr 1949 trat die Mannschaft wieder mit weißen Shirts und dazu schwarzen Hosen an.

### Spätere Entwicklungen
Im Jahr 1949 wurde der Name der Schule in „Thomas Cowley School“ geändert, mit Verweis auf den Gründer aus dem Jahr 1719. Im Mai 1972 organisierte der englische Fußballverband als Teil des hundertjährigen Bestehens des FA Cups ein Freundschaftsspiel zwischen Ex-Donington-Schülern und dem FC Queen’s Park, das der schottische Fußballklub mit 6:0 gewann.